# Josué Gutiérrez Cóndor
Josué Manuel Gutiérrez Cóndor (Cerro de Pasco, 1 de mayo de 1972) es un abogado y político peruano. Es defensor del pueblo desde el 19 de mayo del 2023 y fue congresista de la república por Huánuco durante el periodo 2011-2016. Fue también consejero regional de Huánuco entre 2007 y 2010.

## Biografía
Nació en Cerro de Pasco, el 1 de mayo de 1972.
Cursó estudios superiores de derecho obteniendo el título de abogado en la Universidad de Huánuco.

## Participación en la política
Su primera participación política fue en las elecciones municipales de 1995 cuando se presentó como candidato de la lista independiente Frente Único de Juntas Independientes a regidor de la Provincia de Ambo obteniendo la representación. Tentó sin éxito su reelección en las elecciones municipales de 1998.
En las elecciones regionales del 2006 fue candidato a consejero regional de Huánuco por el movimiento Frente Amplio Regional obteniendo la representación.

### Congresista de la República
En las elecciones parlamentarias del 2011, fue elegido congresista de la república por Huánuco,con 29 655 votos como parte de la lista de la alianza Gana Perú, para el periodo parlamentario 2011-2016.
En el parlamento ejerció como presidente de la Comisión de Presupuesto y como vicepresidente de la Comisión de Economía.
Participó en las elecciones regionales del 2018 como candidato al Gobierno Regional de Huánuco por el partido Solidaridad Nacional sin obtener la elección.
Intentó ser elegido nuevamente al Congreso en las elecciones parlamentarias del 2021 como miembro del Partido Nacionalista Peruano, sin embargo, no resultó elegido. Posteriormente, ejercía como abogado del exgobernador de Junín Vladimir Cerrón y se afilió al partido Perú Libre donde terminaría renunciando en marzo del 2023.

### Defensor del Pueblo
El 17 de mayo del 2023, Gutiérrez fue elegido por el Congreso de la República como defensor del Pueblo con 88 votos a favor. La selección estuvo marcada de polémica por el apoyo de la bancada de Fuerza Popular en alianza con Perú Libre, su falta de experiencia en el rubro de derechos humanos, seguido de omisiones de su antecedentes por la Contraloría. El 19 de mayo, Gutiérrez juró ante el parlamento como nuevo defensor del Pueblo.
En el marco de la crisis política peruana, las asociaciones civiles Transparencia y Proética alertaron sobre un debilitamiento institucional. El 27 de noviembre del 2023, salieron a la luz conversaciones vía WhatsApp del asesor Jaime Villanueva, cercano a Patricia Benavides. El informe de la policía y el Ministerio Público, en la operación Valkiria V, indicó que «se dieron influencias ilícitas por parte de altos funcionarios del Ministerio Público para la designación del Defensor del Pueblo Josué Gutiérrez Cóndor en el Congreso de la República, para presidir una eventual comisión especial de selección de la Junta Nacional de Justicia». Tras ser involucrado en una presunta organización criminal del Ministerio Público, en la que se habría realizado negociaciones entre el asesor de Benavides con congresistas para lograr su elección, el funcionario se negó a renunciar.
En 2023, Josué Gutiérrez canceló la renovación del contrato de la secretaria general del Sindicato de la Defensoría del Pueblo, Magali González. Esta medida fue criticada por la carencia de sustento que justifique la no renovación de su contrato.
En 2024, antiguos representantes de la Defensoría del Pueblo emitieron un comunicado a Gutiérrez  en el que le acusaban de haber perdido su legitimidad y de «aprovechar el cargo para alinearse con objetivos ajenos a la democracia». Entre los firmantes, figuraban Walter Albán, Fernando Castañeda Portocarrero y Eduardo Vega Luna. Ese mismo año, la Asociación Interétnica de Desarrollo de la Selva Peruana y la Confederación de Nacionalidades Amazónica denunciaron que Cóndor había convocado a personalidades acusadas de negar los derechos indígenas a la Cumbre Nacional de los Pueblos Indígenas, celebrada en Pucallpa.
En 2025, Gutiérrez autorizó un informe sobre la situación legal de Dina Boluarte como amicus curiae, en el que se recomendaba mantener la inmunidad presidencial en su favor ante las denuncias de corrupción y otros escándalos. El informe ignoraba las recomendaciones realizadas durante el mandato del exdefensor Walter Gutiérrez en 2022, cuando se consideró textualmente que «la prohibición de persecución penal del presidente de la República en funciones no es absoluta». El Tribunal Constitucional recibió el informe.